# BVN

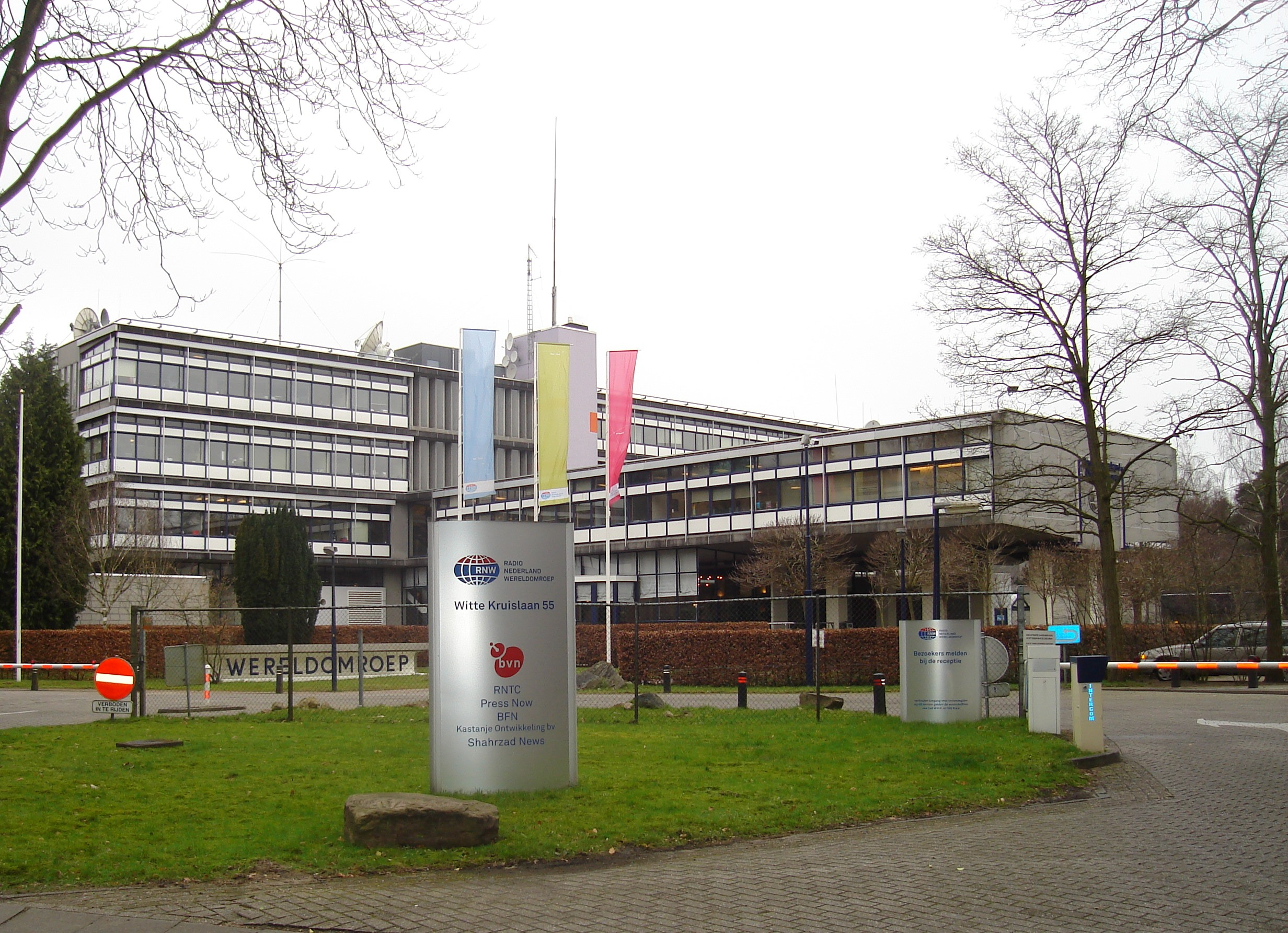
Ehemaliges Funkhaus von BVN

BVN (het Beste van Vlaanderen en Nederland) ist der niederländischsprachige öffentlich-rechtliche Fernsehsender für Niederländer und Flamen im Ausland. BVN wird vom NPO mit Sitz in Hilversum betrieben. Es handelt sich bei dem Sender um eine Kooperation des niederländischen öffentlich-rechtlichen Rundfunks NPO und der flämischen Radio- und Fernsehanstalt VRT, ähnlich wie 3sat für Deutschsprachige oder TV5 Monde für Französischsprachige.
Das Programm besteht hauptsächlich aus Nachrichten, Dokumentationen, Serien, Talkshows, Kindersendungen und Unterhaltung von NPO 1, 2 und 3 (inklusiv Zappelin und Zapp) und VRT Een, Canvas, Ketnet/Op12. Seit dem 25. März 2007 wird ein 12-Stunden-Block (von 13:00 bis 1:00 Uhr) gesendet und anschließend einmal wiederholt, so dass BVN 24 Stunden täglich sendet.

## Geschichte
Das Programm wurde 1996 unter dem Namen Zomer TV (Sommer-TV) als Programm für die niederländischen Urlauber in Europa gestartet. Es wurde zunächst nur einige Stunden am Tag unverschlüsselt über Astra 19,2° Ost ausgestrahlt. Das Programm wurde sukzessive zu einem weltweiten niederländischen Auslandsfernsehen weiterentwickelt, das den Namen BVN als Abkürzung für het Beste van Nederland trug. Nach dem Einstieg des flämischen Rundfunks wurde die Abkürzung auf die heutige Langform umgemünzt. Die Sender war ursprünglich ein Projekt von Radio Nederland Wereldomroep, dieser hat 2013 jedoch andere Aufgaben bekommen. Im April 2021 wurde durch die Flamen bekannt gegeben, dass ab Juli 2021 die Zusammenarbeit mit dem BVN nicht fortgesetzt wird. Infolgedessen wird der BVN ab dem 1. Juli 2021 ein 100 % niederländischer Sender. Bisher konnten die hohen Kosten für die Satellitenverteilung mit Flandern geteilt werden, aber aufgrund des Verschwindens des flämischen Finanzbeitrags wurde die NPO dazu gezwungen, einige teure Satellitenverträge zu kürzen, dies betrifft folgende Satelliten:
- SES-5 (in Zentral- und Südafrika) zum 1. Mai 2021
- AsiaSat 5 (in Asien) zum 1. Juli 2021
- Optus D2 (in Ozeanien) ab 1. Juli 2021
- Galaxy 19 (in Kanada, USA und Mittelamerika) zum 1. Juli 2021
- Multichoice / DStv (im südlichen Afrika) zum 1. November 2021

BVN wurde von Kabel BW bis Ende März 2014 in ausgebauten Gebieten digital ausgestrahlt. Vodafone Kabel Deutschland hat am 25. Mai 2010 die Verbreitung von BVN vorübergehend eingestellt und stellt das Signal von BVN inzwischen wieder in ausgebauten Gebieten zur Verfügung. In den Kabelnetzen von Unitymedia in Nordrhein-Westfalen, wird BVN anders als NPO 2 verschlüsselt übertragen, für den Empfang ist ein kostenpflichtiges Abo nötig, allerdings enthalten alle kostenpflichtigen Abos von Unitymedia diesen Sender. In Hessen und Baden-Württemberg ist BVN seit Mitte Februar 2016 digital als verschlüsseltes Bonusprogramm empfangbar. Im Home-TV-Angebot von Alice fehlt BVN dagegen völlig. In Norderstedt und Umgebung wird BVN von wilhelm.tel bzw. den angeschlossenen kommunalen Kabelnetzbetreibern verbreitet. M-net speist BVN in München, Nürnberg, Augsburg und Erlangen ein. AWEcable verbreitet BVN digital in Oldenburg. Diverse Kabelnetze in der Schweiz (darunter die großen Anbieter UPC Schweiz, Sunrise Communications, Quickline und WWZ) verbreiten BVN digital.

### Internet
BVN stellt ebenfalls einen kostenlosen Livestream seines Programms auf der Senderhomepage zur Verfügung.